# Nicola Bolzonello
Nicola Bolzonello (Montebelluna, 17 de junio de 1987) es un deportista italiano que compitió en natación, en la modalidad de aguas abiertas. Ganó una medalla de plata en el Campeonato Europeo de Natación en Aguas Abiertas de 2012, en la prueba de 10 km.

## Palmarés internacional
| Campeonato Europeo | Campeonato Europeo | Campeonato Europeo | Campeonato Europeo |
| Año                | Lugar              | Medalla            | Prueba             |
| ------------------ | ------------------ | ------------------ | ------------------ |
| 2012               | Piombino (Italia)  | Medalla de plata   | 10 km              |